# Lengede
Lengede est une commune d'Allemagne située en Basse-Saxe, dans l'arrondissement de Peine.

## Géographie
Lengede se situe à 18 km au sud-ouest de Braunschweig et à 44 km au sud-est de Hanovre. La commune est traversée par la rivière Fuhse.

## Histoire
Le 24 avril 1963, il se produit un grave accident dans la mine de fer exploitée sur la commune. 29 mineurs sont morts dans cet accident et, contre toute attente, 11 sont retrouvés vivants après deux semaines passées sous terre. Ils s'étaient réfugiés dans une galerie abandonnée. Leur sauvetage a donné lieu au tournage d'un téléfilm en 2003 : Das Wunder von Lengede  (le Miracle de Lengede).
Le 26 janvier 1968, un autre accident minier se produit vers 10 heures et cause la mort de 12 mineurs lors d'une explosion.

## Villages (quartiers) de la commune
- Barbecke
- Broistedt
- Klein Lafferde
- Lengede
- Woltwiesche

## Sources
- (de) Cet article est partiellement ou en totalité issu de l’article de Wikipédia en allemand intitulé « Lengede » (voir la liste des auteurs).

1. ↑  « Accident dans une mine à Legende, en Allemagne - Photo12-KEYSTONE Pressedienst », sur www.photo12.com (consulté le 25 octobre 2022)
2. ↑  (de) « Adolf Herbst ist der letzte Lengede-Überlebende », sur DerWesten.de, 21 octobre 2013 (consulté le 25 octobre 2022)
3. ↑  Manfred Meier, Das Wunder von Lengede : der Roman zum großen SAT.1-Film / Manfred Meier. Mitarb. Alexander Schuller, Fischer-Taschenbuch-Verl., 2003 (ISBN 978-3-596-16141-6, lire en ligne)
4. ↑  (de) « Raum Salzgitter erinnert sich an das Lengeder Grubenunglück », sur Hallo Wochenende, 2 février 2018 (consulté le 25 octobre 2022)